# Buchale
Buchale (biał. Бухалі; ros. Бухали) – wieś na Białorusi, w obwodzie brzeskim, w rejonie bereskim, w sielsowiecie Malecz.
Dawniej osada, majątek ziemski i okolica szlachecka. W dwudziestoleciu międzywojennym leżały w Polsce, w województwie poleskim, w powiecie prużańskim.